# Relações entre África do Sul e China
As relações entre África do Sul e China são as relações diplomáticas estabelecidas entre a República da África do Sul e a República Popular da China.
A África do Sul, uma das principais economias do continente africano, e a China, o maior país em desenvolvimento do mundo, formaram uma parceria única. Operando nos níveis bilateral, continental e multilateral, os governos estão se esforçando ativamente para realizar a parceria estratégica abrangente prevista em 2010. O reforço destes desenvolvimentos é o status da África do Sul como o lar da maior e mais antiga comunidade chinesa do continente, a concentração de institutos Confucianos e uma presença ativa de meios de comunicação chineses. Com o ritmo de retomada do comércio e dos investimentos, juntamente com uma cooperação internacional mais estreita com Pequim através do G-20 e dos BRICS, os laços entre a África do Sul e a China assumem uma posição significativa nos assuntos continentais e até globais.